# Trephotomas
Trephotomas is een geslacht van wantsen uit de familie van de Helotrephidae. Het geslacht werd voor het eerst wetenschappelijk beschreven door Papáček in Štys & Tonner.

## Soorten
Het genus bevat de volgende soort:

- Trephotomas compactus Papáček, Štys & Tonner, 1988